# Hauteville Konstancia német királyné
Hauteville Konstancia (olaszul: Costanza d′Altavilla; 1082 − 1135 és 1138 között) szicíliai normann nemesasszony, (III.) Konrád német király feleségeként 1095–1098 között német királyné.

## Élete
I. (Hauteville) Roger szicíliai normann gróf és második felesége, Mortain-i Eremburga grófnő harmadik leányaként jött világra. A szülők 1077-ben házasodtak össze.
Konstancia apai nagyszülei: Hauteville-i Tancred nemesúr és második neje, Fressenda
Anyai nagyapja: Warlenc Vilmos gróf
Konstancia édestestvérei:
- Felícia (1078 körül - 1102 körül), aki 1097 környékén Könyves Kálmán magyar király első hitvese lett, s akinek három gyermeket (Zsófia, István és László) szült házasságuk körülbelül 5 éve alatt

- Mauger (? - 1098 után), Troina későbbi grófja

- Matild, aki III. Guigues albon-i grófhoz ment hozzá

- Muriel (? - 1119), ő Josbert de Lucy felesége lett

- Jolánta, aki Burgundia-i Róbert (I. Róbert burgundia-i herceg harmadik fia) felesége lett

- Flandina, aki Henry del Vasto házastársa volt

- Judit (? - 1136), ő 1110-től I. (Bassunvilla-i) Róbert conversano-i gróf hitvese volt

Konstancia féltestvérei (apja előző feleségétől, Évreux-i Judit grófnőtől):
- Egy ismeretlen nevű leány, aki Gircea-i Hugó (Paternò 1. grófja) hitvese volt

- Matild (1062 – 1094 előtt), aki kétszer is férjnél volt. Első férje Róbert, Eu grófja volt, 1080-tól pedig már IV. (Toulouse-i) Rajmund gróf felesége lett, ám 1088-ban elváltak

- Adelícia (? - 1096 előtt), ő 1086-tól Henrik monte sant'angelo-i gróf hitvese volt, ám gyermekük nem született frigyük körülbelül 10 éve során

- Emma (? - 1120), ő kis ideig I. (Capet) Fülöp francia király jegyese volt, ám végül nem ment hozzá. Kétszer volt férjnél. Első hitvese VI. Vilmos auvergne-i gróf lett, 1086-ban vagy 1087-ben, akinek két örököst (Róbert és Vilmos) szült. Másodjára Rudolf montescaglioso-i gróf felesége lett.

Konstancia féltestvérei (apja következő nejétől, Adelaide del Vasto-tól):
- Simon (1093-1105), ő örökölte apja grófi címét annak halála után, 1101. június 22-én, ám Simon nem nősült meg, és gyermekei sem születtek, így őutána öccse, Roger lett Szicília következő grófja.

- Matild, ő II. Ranulf alife-i gróf neje volt

- Roger (1095. december 22 - 1154. február 26.), ő kapta meg néhai bátyja, Simon rangját 1105-től, II. Roger néven, 1130-tól pedig ő lett Szicília első királya is. Háromszor nősült élete során. Először Kasztília-i Elvira portugál infánsnőt vette el 1117-ben, aki hat gyermekkel (Roger, Tancred, Alfonz, egy ismeretlen nevű leány, Vilmos és végül Henrik) ajándékozta meg férjét házasságuk körülbelül 18 éve alatt. Elvira 1135-ben elhunyt, a király pedig újraházasodott. Második neje Burgundia-i Szibilla hercegnő volt, 1149-től. Csupán másfél évig tartó frigyükből két örökös jött világra, Henrik és egy halvaszületett, ismeretlen nemű csecsemő. 1150-ben Szibilla meghalt, özvegye pedig harmadszorra is megnősült. Utolsó hitvese Rethel-i Beatrix grófnő volt, 1151-től. Egyetlen leányuk született, Konsztanca. Beatrix már egy hónapos terhes volt, mikor férje elhunyt. (A királynak született hat törvénytelen gyermeke is. I. Hugó molise-i gróf leányától egy fia született, Simon. Többi öt fattyúgyermeke ismeretlen ágyasaitól származott. Mind az öt gyermek lány volt. Ebből kettő neve nem ismert, a többi hármat pedig Clenenza-nak, Adelíciának és Marinának hívták.)

- Maximiliána, ő VI. (Aldobrandeschi) Hildebrand neje volt

Konstancia 1095-ben hozzáment az akkor körülbelül 21 éves II. Konrád itáliai és német királyhoz, IV. Henrik német-római császár másodszülött fiához, akinek nagyjából hat évig volt a felesége, ám a frigyből nem származtak gyermekek. A házasságot maga II. Orbán pápa rendezte el, aki előnyös diplomáciai szövetséget akart kötni Szicília vezetőjével, Konstancia édesapjával. A vőlegény, Konrád herceg 1087 óta volt német király, 1093 óta pedig itáliai uralkodó. Konrád, rendhagyó módon II. Orbán pápa oldalára állt abban az igen komoly, vitás kérdésben, mely súlyos konfliktust okozott IV. Henrik német-római császár és a Szentatya között. A piacenzai tanácskozás után Konrád, hogy bizonyítsa a pápa iránti lojalitását, tanúk előtt is hűségesküt tett neki, Cremona városában. Konrád csatlakozott a vatikáni testőrséghez is, II. Orbán szolgálatában, és egy sokat mondó gesztusként még azt is vállalta, hogy a Szentatya lovának kantárát fogva vezeti az állatot, miközben Őszentsége a nyeregben ül.
A következő három év azzal telt, hogy IV. Henrik és Konrád konfliktusa tovább folytatódott a pápa miatt, ám 1098 áprilisában, a mainzi diéta során már a német-római császár került helyzeti előnybe fiával és II. Orbánnal szemben. IV. Henrik elérte fia, Konrád leváltását, s onnantól kezdve, azaz 1099. január 6-tól már annak öccse, a későbbi V. Henrik német-római császár lett a német, 1098-tól pedig az itália-i uralkodó is. Ezek után Konrád már nem is tudott számottevően beleszólni Itália bel-és külügyeibe, amikor pedig 1099. július 29-én legfőbb szövetségese, II. Orbán pápa elhunyt, végleg szertefoszlott minden reménye arra, hogy Őszentsége visszasegítheti majd őt elveszített trónjaira.
Konstancia 1101. július 27-én özvegyült meg, mikor hitvese mindössze 27 éves korában, Firenzében elhunyt. Az asszony nem ment többé férjhez, s élete hátralévő éveit viszonylagos elvonultságban töltötte.